# 엘살바도르의 주

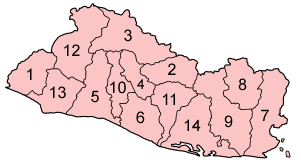
엘살바도르의 행정 구역

엘살바도르는 14개 주(스페인어: departamento)로 구성되어 있다.
1. 아우아차판주 (Ahuachapán)
2. 카바냐스주 (Cabañas)
3. 찰라테낭고주 (Chalatenango)
4. 쿠스카틀란주 (Cuscatlán)
5. 라리베르타드주 (La Libertad)
6. 라파스주 (La Paz)
7. 라우니온주 (La Unión)
8. 모라산주 (Morazán)
9. 산미겔주 (San Miguel)
10. 산살바도르주 (San Salvador)
11. 산비센테주 (San Vicente)
12. 산타아나주 (Santa Ana)
13. 손소나테주 (Sonsonate)
14. 우술루탄주 (Usulután)

## 같이 보기
- 엘살바도르
- 지방 자치체